# 小行星1731
小行星1731（1731 Smuts）是一颗围绕太阳公转的小行星。1948年8月9日，歐內斯特·倫納德·詹森在约翰内斯堡发现了此天体。
該小行星以南非總理揚·史末資命名。
这颗小行星的绝对星等为204.3541382230045等。